# 폭식의 베르세르크 ~나만 레벨이라는 개념을 돌파한다~
폭식의 베르세르크 ~나만 레벨이라는 개념을 돌파한다~(일본어: 暴食のベルセルク ～俺だけレベルという概念を突破する～ Berserk of Gluttony[*])는 잇시키 이치카가 집필하고 삽화가 유명해진 일본의 라이트 노벨 시리즈이다. 잇시키는 2017년 1월부터 사용자 제작 소설 출판 웹사이트인 소설가가 되자에서 시리즈를 출판하기 시작했으며 이후 2022년 3월에 카쿠요무(Kakuyomu)로 이전되었다. 첫 번째 소설 권은 2017년 11월에 출시되었다. 타키노 다이스케가 그린 만화 각색이 시작되었다. 2018년 3월 마이크로 매거진의 온라인 잡지 코믹 라이드에 게재되었다. A.C.G.T에서 제작한 TV 애니메이션 시리즈로 2023년 10월부터 12월까지 방영되었다.

## 구성
페이트 그라파이트는 귀족 가문의 문지기지만 쓸데없는 스킬을 가지고 있어 굴욕을 당하는 인물이다. 나중에 그는 산적을 죽이고 자신의 스킬 "폭식"이 다른 스킬을 흡수하여 더 강해질 수 있는 비밀 능력을 발견한다. 그곳에서 그는 자신이 일했던 귀족 가문을 떠나 더 강해지고 자신을 모욕한 사람들에게 복수하기 위한 여정을 시작한다. 그 과정에서 그는 자신의 기술, 친구, 가족의 혈통이 관련된 사악한 음모를 발견한다.